# 鹿子岗
鹿子岗是中国广东省广州市从化区的一个自然村。在太平镇东面约10.5千米，属共星村管辖。清朝时建村。1998年时，全村人口220人。